# Wilhelm von Savoyen

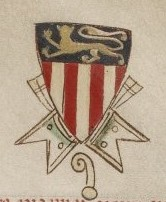
Wappen von Wilhelm von Savoyen. Buchmalerei aus dem 13. Jahrhundert

Wilhelm von Savoyen (* um 1201; † um 1. November 1239 in Viterbo) war ein gewählter Bischof von Valence sowie Bischof von Lüttich. Er trat weniger als Kleriker, sondern auch als beeindruckender Krieger und vor allem als Diplomat in Erscheinung. Durch geschickte Verhandlungen begründete er die internationale Bedeutung seiner Familie im 13. Jahrhundert.

## Herkunft
Wilhelm entstammte dem Haus Savoyen. Er war vermutlich der viertälteste Sohn von Graf Thomas I. von Savoyen und dessen Frau Beatrix von Genf. Sein Vater war ein bedeutender Adliger mit Besitzungen im damaligen Königreich Arelat und in Norditalien. Als jüngerer Sohn war für Wilhelm eine Karriere als Geistlicher vorgesehen. Durch den Einfluss seines Vaters wurde er vor 1224 Dekan des Domkapitels von Vienne sowie 1224 zum Verwalter des vakanten Bistums Valence ernannt. Am 6. Oktober 1225 bestätigte Papst Honorius III. die Wahl von Wilhelm von Savoyen zum Bischof von Valence. Dazu soll er bereits 1220 Benefiziate in England erhalten haben, auf die er aber verzichtete, nachdem er zum Bischof von Valence gewählt worden war. Trotz seiner Wahl blieb Wilhelm aber nur Elekt und unternahm keine Anstalten, seine Weihen zum Bischof oder auch nur zum Priester zu erhalten.

## Bischof von Valence

### Kampf gegen Aymar II. von Poitiers-Valentinois

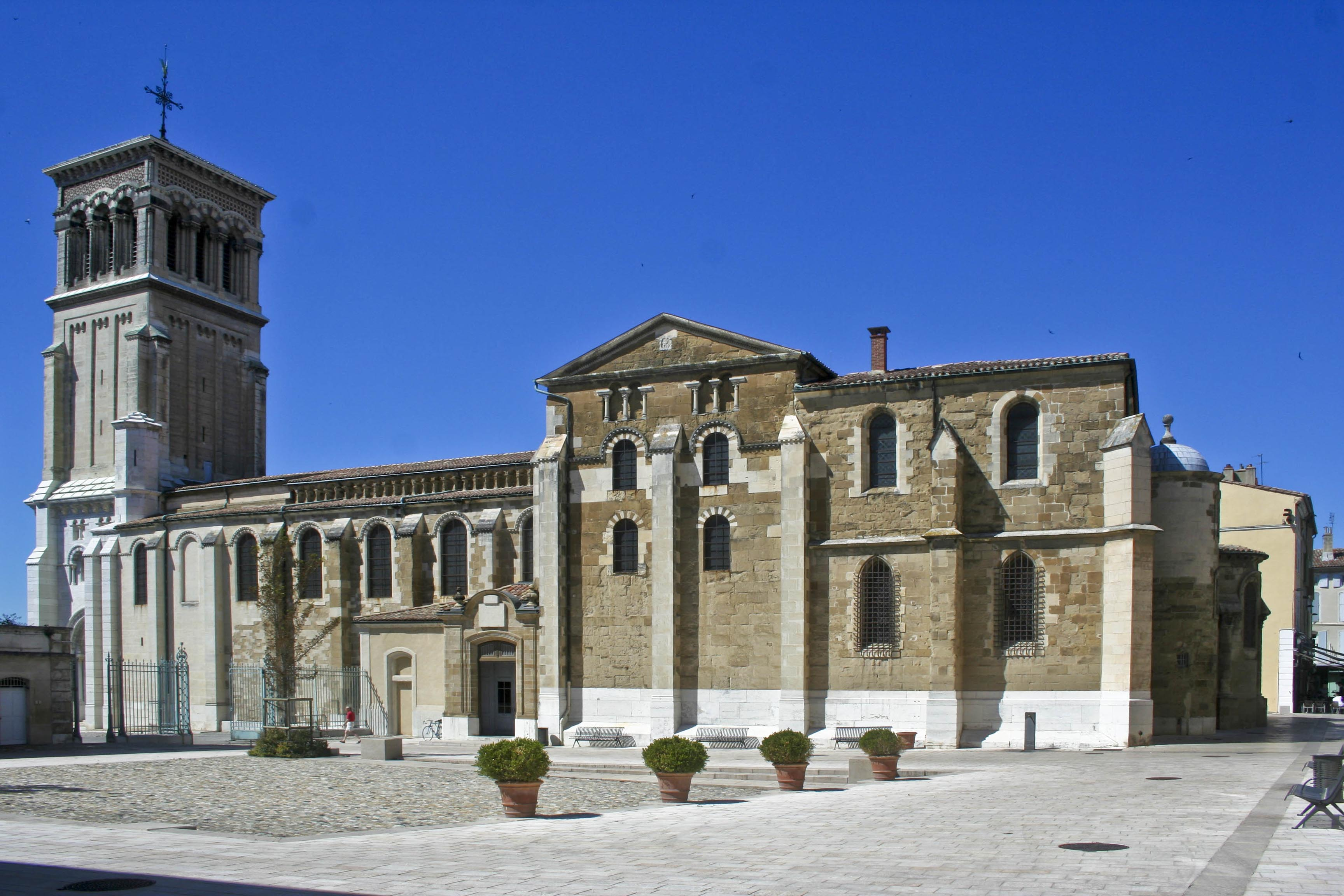
Die Kathedrale von Valence, wo Wilhelm ab 1224 Bischof war

In Valence übernahm Wilhelm eine schwierige Aufgabe. Die Bürger der Stadt wünschten sich mehr Freiheiten vom Bischof, während der römisch-deutsche Kaiser Friedrich II. im Königreich Arelat kaum noch seine Hoheit durchsetzen konnte. Dies führte dazu, dass es in der Region zu zahlreichen Fehden zwischen den Territorialherren der Region kam. Kurz nach seiner Wahl zum Bischof musste Wilhelm den Versuch von Graf Aymar II. von Poitiers-Valentinois abwehren, die an der Grenze des Territoriums der Diözese Valence gelegene Stadt Crest zu besetzen. Das strategisch wichtige Crest besaß zwei Burgen, von denen eine bereits im Besitz von Aymar II. war. Wilhelm konnte darauf Silvion de Crest, dem Besitzer der zweiten Burg, überzeugen, die Burg sowie seine Rechte an Aouste und Divajeu im Tausch gegen andere Besitzungen der Diözese Valence zu überlassen. Silvion nahm das Angebot an, so dass es nun zum Konflikt zwischen der Diözese Valence und Aymar II. kam. Silvion selbst wurde Geistlicher, worauf Wilhelm ihn zum Dekan des Kathedralkapitels von Valence ernannte. Daraufhin kam es zum Krieg mit Graf Aymar II., den Wilhelm wohl mit Unterstützung seines Vaters besiegen konnte. Aymar II. musste 1227 Frieden mit dem Bischof schließen. Wenig später mischte sich Wilhelm in einen Familienstreit zwischen Aymar II. und Flotte de Royans, der Witwe seines verstorbenen Sohns Guilleaume ein. Guilleaume hatte in seinem Testament verfügt, dass sein minderjähriger Sohn und Erbe Aymar nicht in die Obhut seines Vaters, sondern in die seiner Frau und zweier Barone, Ademar de Bressieux und Heracle de Montlaur gegeben wurde. Die bedrängte Flotte wandte sich an Wilhelm um Unterstützung, der ihr und dem Erben Zuflucht gewährte. Für seine Unterstützung erhielt Wilhelm die Burgen von Upie und Montoison sowie 45.000 Solidi in bar. In diesem Moment rebellierten die Bürger von Valence gegen den Bischof und verjagten dessen Beamte aus der Stadt. Wilhelm exkommunizierte die Anführer der Rebellion, verhängte über die Stadt das Interdikt und zog eine Armee zusammen. Angesichts der Entschlossenheit des Bischofs waren die Rebellen rasch zu Verhandlungen bereit, wozu sicher auch das Schicksal von Crest beitrug, das 1218 während eines Albigenserkreuzzugs erobert worden war. Im September 1229 schloss Wilhelm mit den Bürgern in Tournon einen Vorfrieden, dem am 23. Oktober 1229 der Friedensschluss folgte. In diesen Verhandlungen konnte Wilhelm seine Stellung als Stadtherr behaupten. Dazu musste die Stadt eine hohe Strafe von 6000 Mark zahlen, die Wilhelm aber im nächsten Jahr auf 6000 Pfund viennois reduzierte. Über den weiteren Verlauf der Fehde zwischen Wilhelm und Aymar II. ist wenig bekannt, doch Wilhelm konnte sich durch die Unterstützung seines Bruders Amadeus IV. und wahrscheinlich auch der seines Onkels, Graf Wilhelm II. von Genf, gegen seine Gegner durchsetzen. Im Oktober 1231 lud er Aymar II. und dessen Verbündeten, den Baron Aymon II. von Faucigny zu Verhandlungen auf die Burg von Pierre-Châtel ein. Während der Verhandlungen gelang es ihm, Aymon von Faucigny von seinem Bündnis mit Aymar II. zu lösen, wobei er diesem offenbar Zugeständnisse machte. Dazu wurde die Heirat der verwitweten Flotte de Royan mit dem ebenfalls verwitweten Aymon von Faucigny vereinbart. Flotte erhielt eine Mitgift von 40.000 Solidi viennois. Um diese Summe aufzubringen, übergab Aymar seine Burg bei Crest an Aymon von Faucigny. Dieser gab die Burg, die von seinen Besitzungen weit entfernt isoliert lag, zur Verwaltung an den Bischof von Valence. Mit dieser Vereinbarung hatte Wilhelm das gegen ihn gerichtete Bündnis aufgelöst und dazu selbst die strategisch wichtige Burg von Crest erworben.

### Erhebung eines Zehnts zugunsten des Bistums Valence
1232 erhob Papst Gregor IX. von zahlreichen Prälaten in Okzitanien einen Zehnten, damit das Bistum Valence seine Schulden von 10.000 Livre Tournois bei Bankiers in Rom, Vienne, Lyon und Siena zurückzahlen konnte. Die Schulden hatte der Bischof wegen seines jahrelangen Kriegs gegen Aymar II. von Poitiers-Valentinois aufgenommen. Bis 1239 setzte sich der Papst drei weitere Mal für Bischof Wilhelm ein. Der Einsatz des Papstes zugunsten eines eher unbedeutenden Bischof war ungewöhnlich und traf auf den Widerstand der betroffenen Prälaten. Der Papst reduzierte schließlich die verlangten Abgaben, doch bis 1241 wurde der Zehnt erhoben. Der Grund für diese außergewöhnliche Unterstützung war wahrscheinlich, dass Aymar II. ein enger Verbündeter des Grafen von Toulouse war. Deshalb sah der Papst den Kampf gegen Aymar II. als Teil des Kampfes gegen die Albigenser.

## Verhältnis von Wilhelm zu seinen Brüdern
Im Frühling 1232 bezeugte Wilhelm die Vergabe an Privilegien an Chambery durch seinen Vater. Nach dem Tod seines Vaters vermittelte er im Mai 1233 erfolgreich in einem Konflikt zwischen seinem Bruder Aymon und dem Bischof von Sion. Wie in anderen Konflikten im Valentinois verteidigte Wilhelm dabei die Rechte der Kirche gegenüber lokalen Baronen, auch wenn dieser sein eigener Bruder war. Im Februar 1234 konnte Wilhelm einen Heiratsvertrag zwischen seinem Bruder Peter und Agnes, der jüngeren Tochter von Aymon II. de Faucigny vermitteln. Wilhelm hatte vermutlich erheblichen Anteil daran, dass nach dem Tod seines Vaters angesichts des ungeklärten Erbrechts zwischen seinen Brüdern kein Erbstreit entstand. Im Juni 1234 fand eine Konferenz der Brüder auf Burg Chillon statt, bei der eine Aufteilung des umfangreichen, aber verstreuten Familienbesitzes verhindert und das Erbe geregelt wurde.

## Tätigkeit in England

### Rolle bei der Heirat seiner Nichte Eleonore
Im Mai 1234 war Wilhelm in Lyon, wo er den Heiratsvertrag zwischen seiner Nichte Margarete und König Ludwig IX. von Frankreich bezeugte. Wahrscheinlich nahm er auch an der Hochzeit in Sens teil. Wenig später war er an den Verhandlungen beteiligt, die zur Heirat von Margaretes Schwester Eleonore mit dem englischen König Heinrich III. führten. Anschließend sollte er Eleonore nach England geleiten, doch die Reise verzögerte sich, weil er April 1235 erneut vom Papst die Erlaubnis erhalten hatte, in der Kirchenprovinz Vienne eine Steuer zu erheben. Mit den Einnahmen aus dieser Steuer konnte er einen weiteren Teil seiner erheblichen Schulden zurückzahlen. Bis September 1235 hatten Wilhelm und Eleonore die Champagne oder Paris erreicht, doch dann reiste Wilhelm zunächst zu Kaiser Friedrich II. nach Deutschland. Im Dezember 1235 war er beim Kaiser in Hagenau, wo ihm der Kaiser 8000 Mark als Entschädigung für Verluste im Krieg gegen Aymar II. zusprach. Anfang Januar 1236 erreichte er mit Eleonore England, wo dann am 14. Januar in Canterbury die Heirat von Eleonore mit dem englischen König stattfand.

### Politischer Einfluss in England
In England stand Wilhelm bald hoch in der Gunst des Königs. Im April 1236 ernannte Heinrich III. in Windsor Castle einen neuen Kronrat und Wilhelm zu seinem Hauptratgeber. Die neue Regierung setzte eine Reihe von Verwaltungs- und finanziellen Reformen um, unter anderem wurden die Einkünfte der Krongüter erfasst. Obwohl Wilhelm aber zweifellos ein enges Verhältnis zum König hatte, ist umstritten, wie groß sein Einfluss innerhalb der Regierung auf die Politik war. Die zahlreichen neuen Sheriffs, die 1237 durch die Regierung ernannt wurden, müssen für Wilhelm völlig unbekannt gewesen sein. Die Bevorzugung von Wilhelm und anderen Verwandten der ausländischen Königin rief aber bei vielen englischen Baronen, sogar bei Richard von Cornwall, dem Bruder des Königs, Ablehnung und Widerstand hervor. Der König wünschte, dass Wilhelm ständig in England blieb, doch er blieb nicht dauerhaft in England, sondern reiste 1237 von Dover aus durch Frankreich zurück nach Savoyen. Im Juni 1237 bezeugte er in Burg Chillon eine Schenkung seines Bruders Aymon. Dann reiste er vermutlich nach Valence, wo die finanzielle Situation seiner Diözese trotz der vom Papst erlaubten Sondersteuern weiterhin angespannt war. Papst Gregor IX. erlaubte Wilhelm, trotz seines Amtes als Bischof von Valence wieder nach England zu reisen, und wies Erzbischof Jean de Bernin von Vienne an, sich für die Begleichung der Schulden von Valence einzusetzen. Daraufhin reiste Wilhelm wieder nach England zurück. In England erreichte er für seinen jüngsten Bruder Philipp, dass dieser vom englischen König drei einträgliche Benefiziate erhielt. Wilhelm selbst erhielt vom König mehrere englische Güter, die zuvor Herzog Johann I. von der Bretagne gehört hatten. Möglicherweise war er auch an der Anbahnung der Heirat seines Bruders Thomas mit der Gräfin Johanna von Flandern beteiligt gewesen. Er hatte in England einem Ausschuss angehört, der eine Entschädigung für flämische Kaufleute festgelegt hatte, die während eines englisch-französischen Kriegs in England festgehalten worden waren. Die Verhandlungen über Entschädigungen führten schließlich mit zum Abschluss eines Handelsvertrags zwischen England und Flandern. Anfang 1237 war Wilhelm vermutlich wieder in Savoyen, doch im Sommer 1237 war er wieder in England, als Heinrich III. den von ihm angeforderten Kardinallegaten Oddone di Tonengo empfing. Der Kardinal sollte als Vermittler bei Verhandlungen mit Schottland dienen, und auch Wilhelm nahm an Verhandlungen mit Schottland und im September 1237 an der Besiegelung des Vertrags von York teil. Im Herbst 1237 gehörte Wilhelm zum Gefolge von Heinrich III., und im Januar 1238 nahm er zusammen mit dem König an der heimlichen Heirat von dessen Schwester Eleanor mit dem anglo-französischen Magnaten Simon de Montfort teil. Die Heirat fand ohne Zustimmung oder Wissen der englischen Barone statt, was zu erheblicher Unruhe führte. In der Folge soll Wilhelm erfolgreich zwischen dem König und seinen Baronen haben. Möglicherweise führte die Revolte der Barone, zu denen auch Richard von Cornwall, der Bruder des Königs gehörte, dazu, dass Wilhelm England verließ und nicht mehr zurückkehrte.

## Unterstützung von Kaiser Friedrich II. in Norditalien

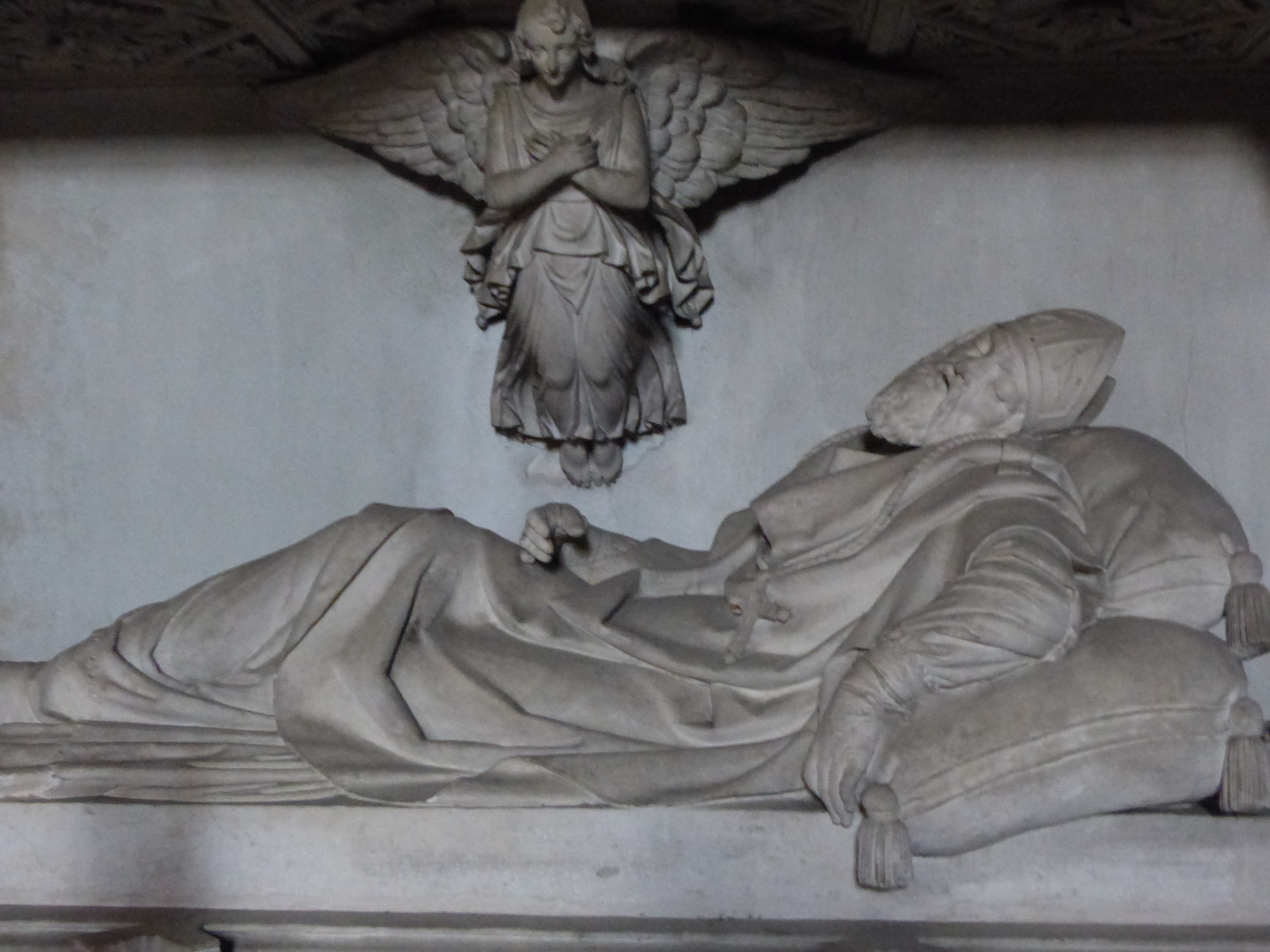
Grabdenkmal für Wilhelm von Savoyen in Hautecombe

Im Frühjahr 1238 sammelte Kaiser Friedrich II. ein Heer in Norditalien, um dort nach dem Sieg in der Schlacht von Cortenuova seine Herrschaft gegenüber dem lombardischen Städtebund durchzusetzen. Der Kaiser bat auch seinen Schwager, den englischen König um Unterstützung, worauf Heinrich III. ein etwa 100 Ritter starkes Kontingent unter Führung von Henry de Trubleville in die Lombardei schickte. Wilhelm begleitete das Aufgebot und führte es durch Frankreich und Savoyen, da er als Vasall des Kaisers auch selbst in die Lombardei kommen sollte. Im August 1238 unterstützten die englischen Ritter die Belagerung von Brescia. Am 23. August versuchte ein Aufgebot aus Piacenza die Stadt zu entsetzen. Trotz seines geistlichen Standes soll Wilhelm von Savoyen an der Spitze der englischen Ritter die Soldaten aus Piacenza angegriffen haben. Dabei soll sein Pferd getötet worden sein, doch er erhielt Unterstützung durch flämische Soldaten unter Graf Balduin von Guînes, so dass der Entsatzversuch abgewehrt werden konnte. Trotz dieses Erfolgs scheiterte die Belagerung der Stadt, und der Kaiser zog sich nach Süditalien zurück.

## Konflikte um die Besetzung der Bistümer Lüttich und Winchester und Tod
Papst Gregor IX. versuchte nun, den einflussreichen Wilhelm in das anti-kaiserliche Lager zu ziehen. Das Bistum Lüttich war nach dem Tod von Bischof Jean d’Eppes vakant. Eine Mehrheit des Domkapitels hatte Otto von Eberstein, den Propst von Aachen und Utrecht, als Kandidaten des kaiserlichen Lagers zum Bischof gewählt. Wohl unter dem Einfluss von Graf Thomas von Flandern, dessen Besitzungen im Westen an Lüttich grenzten und der bis zu dessen Tod mit Jean d'Eppes verbündet gewesen war, hatte eine Minderheit aber für Thomas Bruder Wilhelm gestimmt. Im Juni 1238 empfahl Oddone di Tonengo, der päpstliche Legat in England, dem Domkapitel von Lüttich die Wahl von Wilhelm. Angesichts dieser umstrittenen Wahl erklärte der Papst, selbst einen neuen Bischof ernennen zu wollen. Zu dieser Zeit versuchte der englische König zu erreichen, dass Wilhelm zum neuen Bischof der reichen Diözese Winchester gewählt wurde. Die Mönche des Kathedralpriorats von Winchester widersetzten sich aber dem Wunsch des Königs mit der Begründung, dass Wilhelm eher ein blutbefleckter Krieger als ein Geistlicher sei. Wahrscheinlich wünschten sie sich auch nach dem aus Frankreich stammenden Peter des Roches keinen weiteren Ausländer als Bischof. Stattdessen wählten sie den königlichen Richter William of Raleigh zum Bischof. Der erzürnte König verweigerte seine Zustimmung zur Wahl und zwang die Mönche, die Wahl in seiner Anwesenheit zu wiederholen. Die Mönche wählten daraufhin den königlichen Kanzler Ralph de Neville. Der Zorn des Königs richtete sich nun gegen Neville, der als Kanzler abgesetzt wurde. Dann sandte er eine Gesandtschaft zum Papst, die erreichen sollte, dass die Wahl von Neville für nichtig erklärt und stattdessen Wilhelm von Savoyen zum Bischof ernannt wurde.
Papst Gregor IX. berief im Sommer 1238 beide Kandidaten für das Amt des Bischofs von Lüttich, Otto von Eberstein und Wilhelm von Savoyen, zur Kurie. Dann beauftragte der Papst die Erzbischöfe Henri de Dreux von Reims und Guy I. de Laon von Cambrai, die Umstände der Wahl zu untersuchen. Kaiser Friedrich II. versuchte indessen, Wilhelm von Savoyen in seinem Lager zu halten. Im Sommer hatte er die Rechte einer 1178 erstmals erlassenen kaiserlichen Urkunde bestätigt und damit fürstbischöfliche Rechte für Valence bestätigt. Der Bischof erhielt die militärische Hoheit über seine Vasallen, die Bürger von Valence durften ohne seine Zustimmung keine Versammlungen abhalten und der Bischof erhielt Markt-, Zoll- und Münzrechte. Diese kaiserliche Urkunde war ein klarer Sieg Wilhelms über seinen Rivalen, den Grafen von Poitiers-Valentinois. Im Winter von 1238 bis 1239 war Wilhelm in Rom, wo er den Papst bat, die vom Kaiser gewährten Privilegien zu bestätigen. Dies erfolgte im Anfang 1239 durch den Papst in Anagni. Im April und Mai 1239 setzte sich Wilhelm bei der Kurie weiter für seine Diözese ein. Angesichts der weiterhin angespannten Lage der Diözese schlug der Papst vor, Valence mit dem Bistum Die zusammen zu legen, und beauftragte verschiedene Bischöfe, für die Rückzahlung der Schulden der Diözese Valence zu sorgen. Im Februar 1239 hatte der Papst auch die Wahl von Neville zum Bischof von Winchester verworfen. Er folgte aber nicht dem Wunsch des englischen Königs, indem er Wilhelm zum neuen Bischof ernannte. Stattdessen beauftragte er die Bischöfe Walter Mauclerk von Carlisle und Richard Wendene von Rochester, dass sie den ordnungsgemäßen Verlauf einer erneuten Wahl in Winchester überwachen sollten. Dann wandte sich der Papst der Frage eines neuen Bischofs von Lüttich zu. Nachdem er sowohl Wilhelm wie Otto angehört hatte, entschied sich der Papst für Wilhelm als neuen Bischof. Am 29. Mai 1239 schrieb er an das Domkapitel von Lüttich und teilte ihnen die Ernennung von Wilhelm mit. Otto war jedoch nicht bereit, den Bischofsstuhl kampflos zu räumen, und stellte eine Armee auf. Daraufhin fiel Graf Thomas von Flandern in Lüttich ein. Wilhelm blieb unterdessen bis Oktober 1239 am Papsthof, bevor er sich auf die Reise nach Lüttich machte. Er kam aber nur bis Viterbo, wo er erkrankte und wenig später starb. Nach mittelalterlichen Chroniken soll er vergiftet worden sein, wofür es aber keine Belege gibt. Sein Tod wurde sowohl vom Papst wie auch vom englischen König und Königin Eleonore tief betrauert. Seine Leiche wurde nach Savoyen überführt und im Mai 1240 unter der Aufsicht seines Bruders Peter im Kloster Hautecombe beigesetzt. Nach einem alten Brauch haftete die Kirche, in der ein verschuldeter Mann begraben wurde, für dessen Schulden. Nach Wilhelms Tod versuchten seine Gläubiger, vom Abt von Hautecombe die Rückzahlung der Schulden von Wilhelm zu erzwingen, bis Papst Gregor IX. ihn von dieser Pflicht befreite.

## Bewertung
Als eleganter und charmanter Adliger war Wilhelm zu seiner Zeit der geborene Diplomat. Als Bischof von Valence musste er sich in einer schwierigen Umgebung behaupten, und da die kaiserliche Herrschaft in der Region schwach war, kam es zu häufigen Kriegen mit seinen Nachbarn. Obwohl er im Kriegsfall auch selbst zur Waffe griff, erreichte er seine größten Erfolge, auch innerhalb seiner Familie, als Vermittler. Den Bestrebungen der Bürger seiner Bischofsstadt nach mehr Rechten und Autonomie stand er strikt ablehnend gegenüber, damit verfolgte er eine andere Politik als sein Vater oder mehrere seiner Brüder verfolgt hatten. Er blieb aber nicht nur seine Diözese und auf den Alpenraum beschränkt, sondern konnte mit seinen internationalen Beziehungen die Bedeutung seiner Familie erheblich steigern. Der englische Chronist Matthew Paris beurteilte Wilhelm äußerst negativ als gierig und als schlechten ausländischen Ratgeber, der England ruinierte.  Sein Einfluss auf die englische Politik wurde vermutlich überschätzt. Er war eher nicht die Ursache für die Versuche des Königs, sich in die Politik Mitteleuropas einzumischen, sondern der König sah in ihn eine Möglichkeit, seine Ambitionen umzusetzen. Nach Matthew Paris war die Ernennung zum Bischof der reichen Diözese Lüttich die Belohnung für Wilhelm gewesen, um vom kaiserlichen ins päpstliche Lager zu wechseln. Für diese Darstellung gibt es aber keine Belege. Tatsächlich befand sich Wilhelm als Bischof in einer Zwangslage, da der Kaiser im März 1239 exkommuniziert worden war. Damit konnte Wilhelm als Geistlicher ihn nicht mehr offen unterstützen.